# Cryptocarya arfakensis
Cryptocarya arfakensis är en lagerväxtart som beskrevs av Kanehira & Hatusima. Cryptocarya arfakensis ingår i släktet Cryptocarya och familjen lagerväxter. Inga underarter finns listade i Catalogue of Life.